# Karl Schaefer
Karl Emil Schäfer (17 de Dezembro de 1891 – 5 de Junho de 1917) foi um piloto alemão durante a Primeira Guerra Mundial. Abateu 30 aeronaves inimigas, o que fez dele um ás da aviação.